# 毛叶大叶水榕
毛叶大叶水榕（学名：Ficus glaberrima var. pubescens）为桑科榕属下的一个变种。

## 扩展阅读
- 維基物種上的相關：毛叶大叶水榕